# Jim Thorpe (Schiedsrichter)
Jim Thorpe (* 1933; † 2010) war ein professioneller englischer Snookerschiedsrichter, der in seiner Karriere unter anderem beim Classic 1982 das erste offiziell anerkannte Maximum Break der Geschichte sowie zwei Endspiele der Snookerweltmeisterschaft leitete.

## Karriere
Thorpe wurde sehr wahrscheinlich 1933 geboren. Als professioneller Schiedsrichter leitete er unter anderem das Finale der Snookerweltmeisterschaft 1972. Ein weiteres WM-Endspiel begleitete er bei der Ausgabe 1984. Thorpe war damit der einzige Schiedsrichter außerhalb des Trios John Smyth, John Williams und Len Ganley, die alle anderen der erste 20 Ausgaben der Weltmeisterschaft der sogenannten „Crucible-Ära“ leiteten (also ab einschließlich der Ausgabe 1977, als die Weltmeisterschaft erstmals im Crucible Theatre ausgetragen wurde).
Weitere Einsätze in wichtigen Endspielen hatte Thorpe bei der UK Championship 1984 und der UK Championship 1985. Die Leitung des Finalspiels der UK Championship 1980 teilte er sich zusammen mit John Williams. Beim Classic 1982 war er zudem Schiedsrichter der Viertelfinalpartie zwischen Steve Davis und John Spencer, in der Davis ein Maximum Break gelang. Es war das erste offiziell anerkannte und bei einem Profispiel gespielte 147er-Break in der Snooker-Geschichte. Insgesamt gehörte er in dieser Zeit zu den führenden Snookerschiedsrichtern der Profitour. Als professioneller Schiedsrichter schrieb er in den 1970ern regelmäßig Beiträge für das Snooker-Magazin World Snooker.
Thorpe starb 2010 im Alter von 77 Jahren.